# Christian Gerhaher
Christian Gerhaher, né le 24 juillet 1969 à Straubing, est un baryton allemand.

## Carrière
Christian Gerhaher se dirige d'abord vers la médecine, qu'il étudie jusqu'au diplôme, mais il choisit très vite une carrière musicale. Après des études au conservatoire de Munich et des master classes auprès des chanteurs comme Dietrich Fischer-Dieskau, Elisabeth Schwarzkopf et Inge Borkh, Gerhaher commence sa carrière entre 1998 et 2000 dans la troupe du théâtre de Wurtzbourg. Il mène ensuite sa carrière de façon indépendante, aussi bien à l'opéra qu'au concert. Il fait ainsi ses débuts au Festival de Salzbourg en 2006, à l'Opéra de Vienne, à l'Opéra de Munich et au Royal Opera en 2010. Ses principaux rôles dans le répertoire d'opéra sont Papageno (La Flûte enchantée, rôle qu'il a abandonné fin 2014), Pelléas (Pelléas et Mélisande), mais surtout Wolfram (Tannhäuser), Amfortas (Parsifal) de Richard Wagner et Wozzeck dans l'oeuvre éponyme d'Alban Berg. Il a également interprété la voix de baryton dans le War Requiem de Benjamin Britten en 2008 pour un enregistrement à Stuttgart sous la direction de Helmut Rilling puis 2019 à la Philharmonie de Paris, sous la direction de Daniel Harding concert diffusé sur France Musique.

## Le lied
Même s'il continue constamment de chanter de l'opéra, il devient rapidement un interprète essentiel au concert, notamment dans le répertoire du lied, qu'il interprète  toujours avec le pianiste Gerold Huber. Sa discographie, commencée chez Arte Nova en 2000 et poursuivie chez RCA puis Sony, contient de nombreux enregistrements de Schubert, Schumann, Wolf ou Mahler. Au Festival de Salzbourg, son premier Liederabend a lieu en 2007 ; depuis 2011, il y est invité chaque année. Il réalise également des tournées de Liederabend régulières qui le conduisent à Paris, Londres, Munich, Berlin, Zurich.

## Récompense
- International Opera Award pour un récital (Romantic Arias) enregistré sur CD (2013)[7].
- International Opera Award dans la catégorie « Interprète masculin » (2015)[8].

## Décoration
- Ordre bavarois de Maximilien pour la science et l'art (2014)